# Austria longobardă
Austria longobardă a fost, potrivit clasificării geografice din Evul Mediu timpuriu, porțiunea răsăriteană a Langobardia Major, (partea central-nordică a Regatului longobard, fiind desfășurată de la râul Adda până la Friuli, învecinându-se cu Neustria longobardă. Această împărțire, în vigoare de-a lungul secolului al VII-lea, nu era doar de natură teritorială, ci implica și diferențe culturale și politice semnificative.

## Teritoriul
Austria longobardă includea ducatele longobarde de la nord-est de Regatul longobard, dintre care un rol mai proeminent au jucat:
- Ducatul de Friuli
- Ducatul de Verona
- Ducatul de Trento
- Ducatul de Brescia
- Ducatul de Bergamo

## Istoria
Ducatele din Austria longobardă se prezentau ca apărătoare ale spiritul războinic și cuceritor al vechilor longobarzi. Față de celelalte regiuni stăpânite de aceștia, aici au supraviețuit cel mai mult vechile culte păgâne, iar dintre cei convertiți la creștinism cei mai mulți aderaseră la arianism, fiind astfel dușmani principali față de papii de la Roma. Ducii din Austria presau în mod repetat pe regii din Pavia să reia inițiativele militare, punând adeseori la cale comploturi de detronare a suveranului legitim. Astfel au stat lucrurile în 662, în privința lui Grimoald I de Benevento (duce de Benevento, dar fiu al unui duce de Friuli), care a reușit să uzurpe tronul de la regii Godepert și Perctarit (din dinastia bavareză), în ciuda opoziției ducilor "neustrieni" de Asti și Torino. Un alt exemplu îl oferă Alahis, duce de Trento, care în 688-689 a reușit să ocupe tronul de la Pavia, înainte de a fi înfrânt de către Cunincpert. De asemenea, Ansfrid, duce de Friuli, care, după ce a uzurpat Ducatul de Friuli, a căutat să ocupe și tronul regal de la același Cunincpert, care în cele din urmă l-a înfrânt și ucis în 698. În fine, este și situația lui Rotarit, duce de Bergamo, care după moartea lui Cunincpert s-a opus pe rând, fără succes, regilor Raginpert și Aripert al II-lea (700-702). Cu toate acestea, în secolul al VIII-lea, larga convertire a longobarzilor la catolicism a făcut ca opoziția dintre Austria și Neustria longobarde să se relativizeze, mulțumită unei reluări a expansiunii în detrimentul posesiunilor bizantine din Italia, odată cu regele Liutprand (rege din anul 712), catolic și totodată originar din Neustria longobardă.
După căderea Regatului longobarzilor în 774, Langobardia Major a trecut integral sub dominația francilor. Totuși, structura sa politico-administrativă a continuat în aceleași forme, deși vechii duci au fost înlocuiți cu conți, atât din rândul francilor cât și din cel al longobarzilor.